# Hałda (archeologia)
Hałda, zwałowisko, wysypisko – w archeologii wybrane miejsce przeznaczone na składowanie wydobytej w trakcie eksploracji stanowiska ziemi.
W trakcie prac wykopaliskowych wydobywane są ogromne ilości ziemi. Metodyka badań wykopaliskowych wymaga utrzymania wykopu w czystości. Wyeksplorowana ziemia powinna być regularnie usuwana z obszaru prac, aby nie utrudniać prowadzenia badań.
Miejsce, w którym znajdzie się hałda powinno spełniać następujące kryteria:
- lokalizacja w miejscu w którym nie są planowane badania archeologiczne;
- miejsce to nie powinno utrudniać pracy archeologom ani innym ludziom aktywnym w okolicy;
- hałda nie może znajdować się zbyt blisko krawędzi wykopu, aby nie osuwała się do jego wnętrza.

Niezastosowanie się do powyższych kryteriów może doprowadzić do konieczności przesypywania hałdy w inne miejsce. Jest to czynność pracochłonna, droga i obniżająca morale badaczy.
Hałda powinna być usypywana w taki sposób, aby możliwe było zmagazynowanie jak największej ilości ziemi na wyznaczonym obszarze.